# Chionaema fasciola
Chionaema fasciola là một loài bướm đêm thuộc phân họ Arctiinae, họ Erebidae.